# Isla de Palmaiola
Isla de Palmaiola (en italiano: Isola di Palmaiola, en latín: Columbaria) es una isla pequeña del Archipiélago Toscano en Italia.
Se encuentra en el Canal de Piombino en el extremo noreste de la isla de Elba y al suroeste de la ciudad de Piombino. Administrativamente es parte de la comuna elbano de Río Marina.
La morfología es irregular, con forma más o menos triangular. En el piso superior hay una estructura con un faro de la Marina, construido a principios del siglo XX y automatizado en 1989 con una instalación de paneles solares de 20 kW. Al lado del edificio esta un pequeño helipuerto, mientras que un poco más abajo hay un edificio cubierto, destinado en el pasado para ser refugio de animales.
Existe un único camino hacia el faro de la isla, de unos 250 metros. En el sureste se encuentra otra pequeña roca de unos 200 m².
El islote tiene importancia natural particular, ya que es el sitio de anidación de aves marinas como la pardela cenicienta y de algunas gaviotas.
Junto con la cercana isla de Cerboli, fue incluida en los Sitios de Interés Comunitario en la región de la Toscana por el contexto del medio ambiente marino en el que se ubica.